# Helanthium zombiense
Helanthium zombiense är en svaltingväxtart som först beskrevs av J. Jérémie, och fick sitt nu gällande namn av Lehtonen och Myllys. Helanthium zombiense ingår i släktet Helanthium och familjen svaltingväxter.
Artens utbredningsområde är Guadeloupe. Inga underarter finns listade.